# 梅济耶尔 (沃州)
梅济耶尔（法語：Mézières）是瑞士联邦西部法语区的沃州下设的一个镇。在行政上属于拉沃-奥龙区管辖。梅济耶尔的总面积为3.48平方公里。截至2010年底，总人口为1,070。